# John Philip Sousa
Pour les articles homonymes, voir Sousa.
John Philip Sousa, né le 6 novembre 1854 à Washington et mort le 6 mars 1932 à Reading, est un compositeur et un militaire américain.
Également chef d'orchestre, il compose de nombreuses et célèbres marches militaires (The Stars and Stripes Forever, High School Cadets, Semper fidelis, The Washington Post March, King Cotton, El Capitan, etc.). Son nom a été donné à une variété de tuba populaire dans les fanfares et le jazz Nouvelle-Orléans : le sousaphone, à grand pavillon dirigé vers l'avant et dominant l'orchestre.

## Biographie
Sousa est le fils d'un émigrant portugais originaire des Açores (Antonio Sousa, lui-même musicien) qui avait aussi des origines espagnoles[réf. nécessaire]. Sa mère était originaire de Bavière. Il est né le 6 novembre 1854 à Washington.
Après avoir appris à jouer de tous les instruments à vent, il s'est produit dans des orchestres de théâtre à Washington.
À 26 ans, il devient directeur de la United States Marine Band. Il s'efforce d'adoucir le son criard des fanfares de l'époque.
En 1892, il forme son propre orchestre, le Sousa's Band, et diminue le nombre des cuivres et percussions en les remplaçant par des bois et en y introduisant une harpe. Son orchestre est alors capable d'exécuter des programmes aussi variés qu'un orchestre symphonique[réf. nécessaire].
Ses tournées aux États-Unis et dans le monde furent appréciées[réf. nécessaire].
Il a essentiellement composé des marches, mais écrit aussi des poèmes symphoniques, des suites, des opéras et des opérettes. Sousa sera connu à son époque comme « le roi de la marche ». Il a écrit une autobiographie intitulée Marching Along.

## Œuvres

### Marches
Sousa a écrit 136 marches dont les plus populaires :
- Transit of Venus March (1883)
- Semper fidelis (1888)[10]
- The Washington Post March (1889)[11]
- The Thunderer (1889)[10]
- The Liberty Bell (1893)
- Manhattan Beach March (1893)
- King Cotton (1895)
- The Stars and Stripes Forever (1896)[9]
- El Capitan (1896)[12]
- Hands Across the Sea (1899)
- Fairest of the Fair (1908)
- U.S. Field Artillery (1917)
- The Gallant Seventh (1922)
- The Black Horse Troop (1924)
- Daughters of Texas (1929)
- Bullets and Bayonets (1919)
- The High School Cadets (1890)

### Opérettes
Sousa a écrit de nombreuses opérettes dont :
- The Smugglers (1882)
- Désirée (1883)
- The Queen of Hearts (1885), connue aussi sous le titre Royalty and Roguery
- El Capitan (1896)[12]
- The Bride Elect (1897), libretto (livret) de Sousa
- The Charlatan (1898), connue aussi sous le titre The Mystical Miss, lyrics (paroles) de Sousa[13]
- Chris and the Wonderful Lamp (1899)
- The Free Lance (1905)
- The American Maid (1909), connue aussi sous le titre  The Glass Blowers

## Reprises et utilisations
The Residents ont enregistré en 1986 un album de reprises de Sousa et Hank Williams : Stars and Hank forever.
Les Monty Python ont utilisé pour leur émission Monty Python's Flying Circus le morceau The Liberty Bell.